# The Last Front
Pour plus de détails, voir Fiche technique et Distribution.
The Last Front est un film belge écrit et réalisé par Julien Hayet-Kerknawi et sorti en 2024.
Situé pendant la Première Guerre mondiale, le long métrage suit un fermier veuf devenu héros de guerre, Leonard (Iain Glen) et sa famille alors qu'ils sont jetés au milieu d'une guerre qu'ils ne comprennent pas. Le film se déroule pendant les premiers jours du conflit alors que la machine de guerre allemande avance, et pendant ce qui est venu à être connu sous le nom de Viol de la Belgique.
La distribution est internationale, incluant Iain Glen, Sasha Luss, Joe Anderson et les nouveaux venus James Downie et Emma Dupont.
Le film a été diffusé en Belgique.

## Synopsis
Au début de la Première Guerre mondiale et du Viol de la Belgique, Leonard (Iain Glen), un fermier veuf, mène sa communauté dans la résistance contre l'invasion allemande.

## Distribution
- Iain Glen : Leonard
- Sasha Luss : Louise
- Joe Anderson : Laurentz
- David Calder : le Père Michael
- James Downie : Adrien
- Julian Kostov : Thomas Bosmans
- Koen De Bouw : Dr Janssen
- Philippe Brenninkmeyer : Maximilian Von Rauch
- Mathijs Scheepers : le caporal Weber
- Joren Seldeslachts : Enzo
- Trine Thielen : Elise
- Anna Ballantine : Camille Maes
- Leander Vyvey : Peer Schultz
- Emma Moortgat : Maria
- Caroline Stas : Brigitte
- Kevin Murphy : Fergal
- Sam Rintoul : Henri Maes
- Emma Dupont : Johanna
- Steve Armand : Nicolas

## Genèse et développement
The Last Front marque la transition de Julien Hayet-Kerknawi des courts aux longs métrages, inspiré par son profond intérêt pour le récit à travers le cinéma. Influencé par les films d'action et de guerre de la fin des années 1990, et le travail de réalisateurs comme Michael Bay, Hayet-Kerknawi a cherché à mélanger les récits épiques avec des visuels dynamiques et une profondeur émotionnelle. La création du film a souligné son approche autodidacte et a mis l'accent sur le travail d'équipe et une vision créative cohérente.
Partant de son court métrage A Broken Man, The Last Front resserre son focus sur les effets personnels de la Première Guerre mondiale, évitant les complexités historiques plus larges pour examiner les impacts émotionnels et psychologiques sur ses personnages. L'inclusion d'une narration de vengeance ajoute de la complexité au film, dépeignant un fermier comme un héros inattendu confrontant l'adversité.
Glen décrit comment le récit saisit la perturbation soudaine et profonde des vies paisibles par la guerre, mettant en lumière l'innocence des civils pris dans le conflit. Malgré son exploration de thèmes tels que la perte, le deuil et la complexité de la nature humaine en temps de guerre, le film présente finalement un récit imprégné d'espoir. Il dépeint le triomphe des gens ordinaires contre des obstacles écrasants, visant à laisser le public avec un sentiment d'optimisme après un voyage à travers les turbulences historiques et l'ambiguïté morale.

### Tournage
"The Last Front" a utilisé divers lieux de tournage à travers la Belgique, mettant en évidence à la fois les paysages flamands et wallons pour représenter de manière authentique son cadre de la Première Guerre mondiale. Les sites de tournage notables incluaient la forêt de Kluisbos, Courtrai, Damme, Lier, et la région d'Enclus du Haut en Picardie wallonne, choisis pour leur pertinence historique et leur beauté pittoresque.
À Courtrai, le Béguinage a servi de l'un des principaux lieux, soulignant l'intention du réalisateur de présenter des sites touristiquement significatifs de la Flandre au sein du récit. Le film, mettant en vedette une distribution internationale incluant Koen De Bouw et Iain Glen, se concentre sur les familles flamandes pendant la Première Guerre mondiale, forcées de fuir les atrocités de la guerre. Hayet-Kerknawi a remarqué l'authenticité unique que les véritables lieux ajoutaient à la mise-en-scène du film, notant particulièrement que la scène d'ouverture n'aurait pu être filmée nulle part ailleurs dans le monde. Le récit s'écarte des grandes représentations historiques pour se concentrer sur les expériences des villageois ordinaires affectés par la guerre, avec De Bouw jouant le docteur du village et Glen le fermier.

## Sortie
The Last Front est présenté en avant-première mondiale au Kinepolis Gent. La première, caractérisée par le réalisateur comme une réalisation personnelle très significative, était le résultat d'un effort considérable de la part de la distribution et de l'équipe du film.
Parmi les participants notables figuraient des personnalités de l'industrie cinématographique belge, telles que le réalisateur Jan Verheyen, qui a loué l'ambition du film, le qualifiant d'"ambitieux non-flamand".
La sortie en salle initiale de The Last Front a lieu en Belgique le 7 février 2024, où il est présenté en format standard et en format Laser Ultra exclusif aux cinémas Kinepolis, complété par la technologie audio Dolby Atmos pour une expérience auditive immersive.
Le Soir et De Standaard estiment que le réalisateur a raté son passage du court-métrage au long métrage,.

## Analyse
Le premier film de Hayet-Kerknawi explore les thèmes des connexions perdues, du deuil et de la complexité de la nature humaine au milieu du chaos de la guerre. En se concentrant sur les interactions nuancées entre les personnages, The Last Front offre un regard contemplatif sur la guerre, soulignant les batailles internes auxquelles les individus sont confrontés autant que les conflits physiques qui les entourent.
Le film remet en question les perceptions traditionnelles de l'héroïsme et de la méchanceté, invitant les spectateurs à réfléchir sur les ambiguïtés morales des actions en temps de guerre et les effets profonds de la perte et de la réconciliation.

## Note et références
1. 1 2 3 4  « Julien Hayet-Kerknawi, réalisateur de The Last Front », sur Cinergie.be, 7 février 2024 (consulté le 7 février 2024)
2. ↑  « Iain Glen joue dans 'The Last Front': 'J'aime la viande et le poisson, ce qui était parfait en Belgique' », sur flair.be, 8 février 2024 (consulté le 8 février 2024)
3. ↑  « Le film flamand "The Last Front" a été tourné, en partie, dans le bois de l'Enclus, côté wallon », sur L'avenir, 13 février 2024 (consulté le 13 février 2024)
4. ↑  (nl) « Drame de guerre 'The Last Front' dévoile sa bande-annonce, avec des images de Courtrai », sur Focus WTV, 29 novembre 2023 (consulté le 10 février 2024)
5. ↑  (nl) « Julien (29) a engagé un acteur de 'Game of Thrones' pour son premier film : "La première était la plus belle soirée de ma vie" », sur Het Nieuwsblad, 10 février 2024 (consulté le 10 février 2024)
6. ↑  « « The Last Front » : le pire du cinéma américain en Flandre »
7. ↑  (nl) « The last front: soms moet een kortfilm dat vooral ook blijven »